# Луга-Свинорийка
Лу́га-Свинори́йка — річка в Україні, у межах Володимирського району Волинської області. Права притока Луги (басейн Західного Бугу).

## Опис
Довжина 35,1 км, площа басейну 364,9 км². Долина коритоподібна, шириною до 2,5‒3 км у нижній течії з широкою (від 0,5 до 1 км) заплавою. Заплава заболочена, на значних площах осушена. Річище звивисте, завширшки до 10 м, від витоків до с. Марковичі — спрямлене і каналізоване, зарегульоване ставками. Похил річки 0,72 м/км.

## Розташування
Бере початок в заболоченій місцевості на південь с. Шельвів Локачинського району. Тече переважно на захід. Загальний напрям течії зі сходу на захід. Впадає у річку Луга на 46 км від її гирла, на захід від с. Чесний Хрест. Протікає повз смт Локачі, через села: Дорогиничі, Марковичі, Залужне, Замличі, Луковичі, Бужковичі, Нехвороща, Маркостав.
Основні притоки: Свинарка (ліва) та Війниця (права).

## Використання
Річку використовують для сільськогосподарських потреб та риборозведення. Меліорація привела до зміни гідробіологічного режиму річки — замулення джерел, зменшення водного стоку. У долині річки розташований гідрологічний заказник місцевого значення Луга-Свинорийка площею 880 га, створений з метою збереження водно-лучно-болотного комплексу екосистем Волинської височини.